# 北斯波拉泽斯群岛
北斯波拉泽斯群岛（希臘語：Βόρειες Σποράδες），又称斯波拉泽斯群岛（Σποράδες），是希腊东海岸的一个群岛，位于爱琴海北部海域，埃維亞島東北處。总面积约500平方公里。群岛包括24个岛屿，其中4个岛屿有常住人口，包括斯基罗斯岛、阿洛尼索斯岛、斯科派洛斯岛和斯基亚索斯岛。
阿洛尼索斯岛、斯科派洛斯岛、斯基亚索斯岛和其他大部分島嶼均屬於色萨利大区，只有斯基罗斯岛和少量無人居住的小島位於中希臘大區。

## 當地景觀

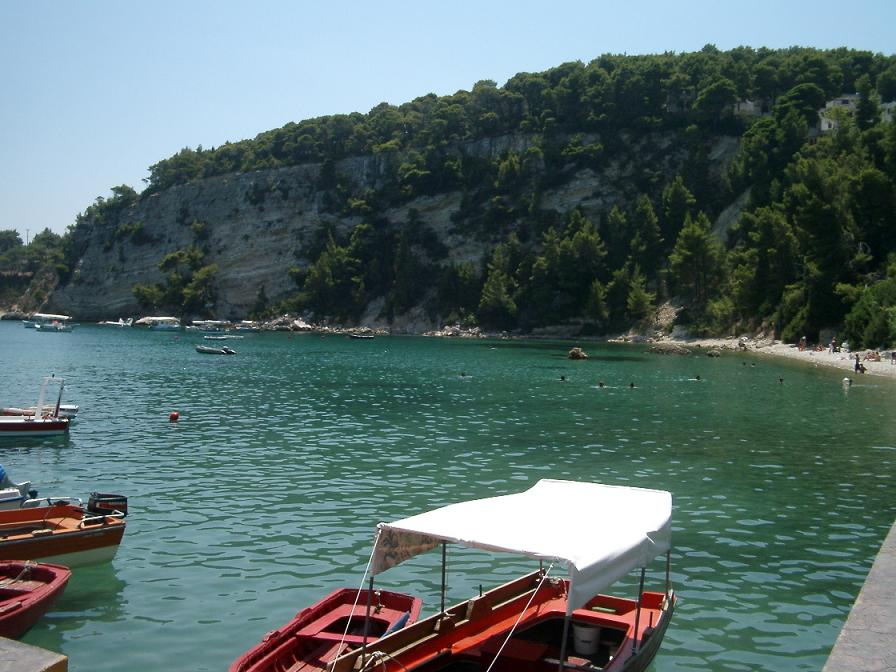
阿洛尼索斯港
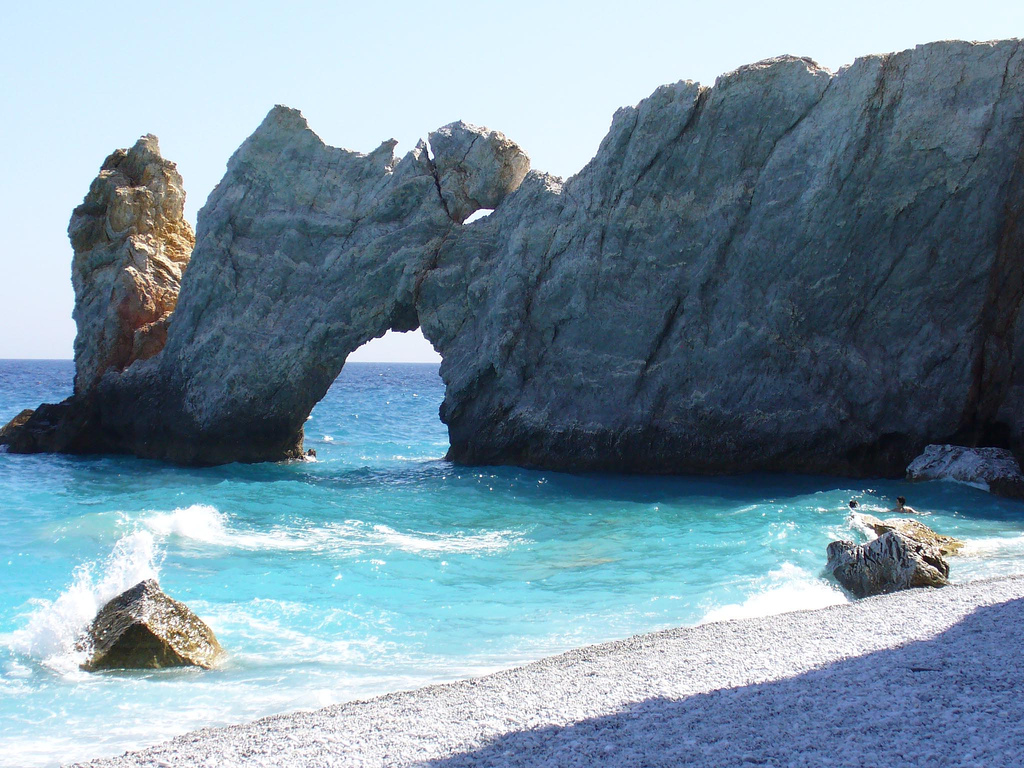
斯基亚索斯島上的海灘
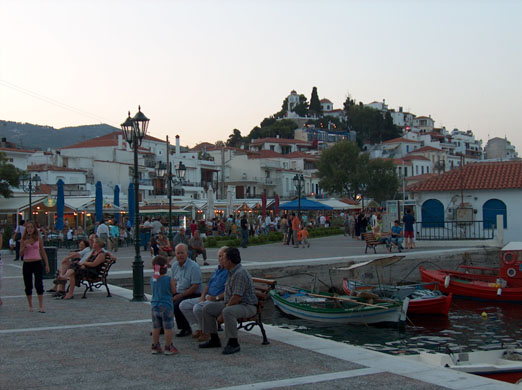
斯基亚索斯城
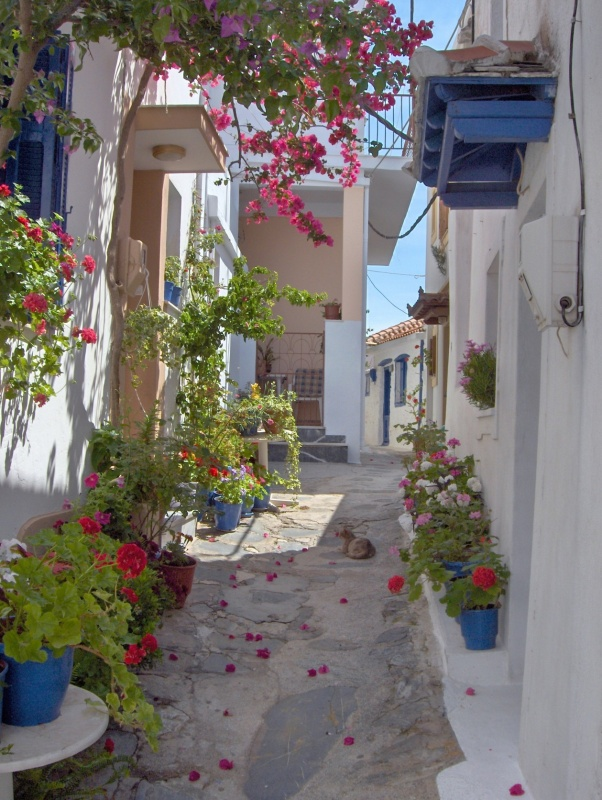
斯科派洛斯岛上傳統的狹窄街道